# Montferrer
Montferrer (în catalană Montferrer) este o comună în departamentul Pyrénées-Orientales din sudul Franței. În 2009 avea o populație de 201 de locuitori.

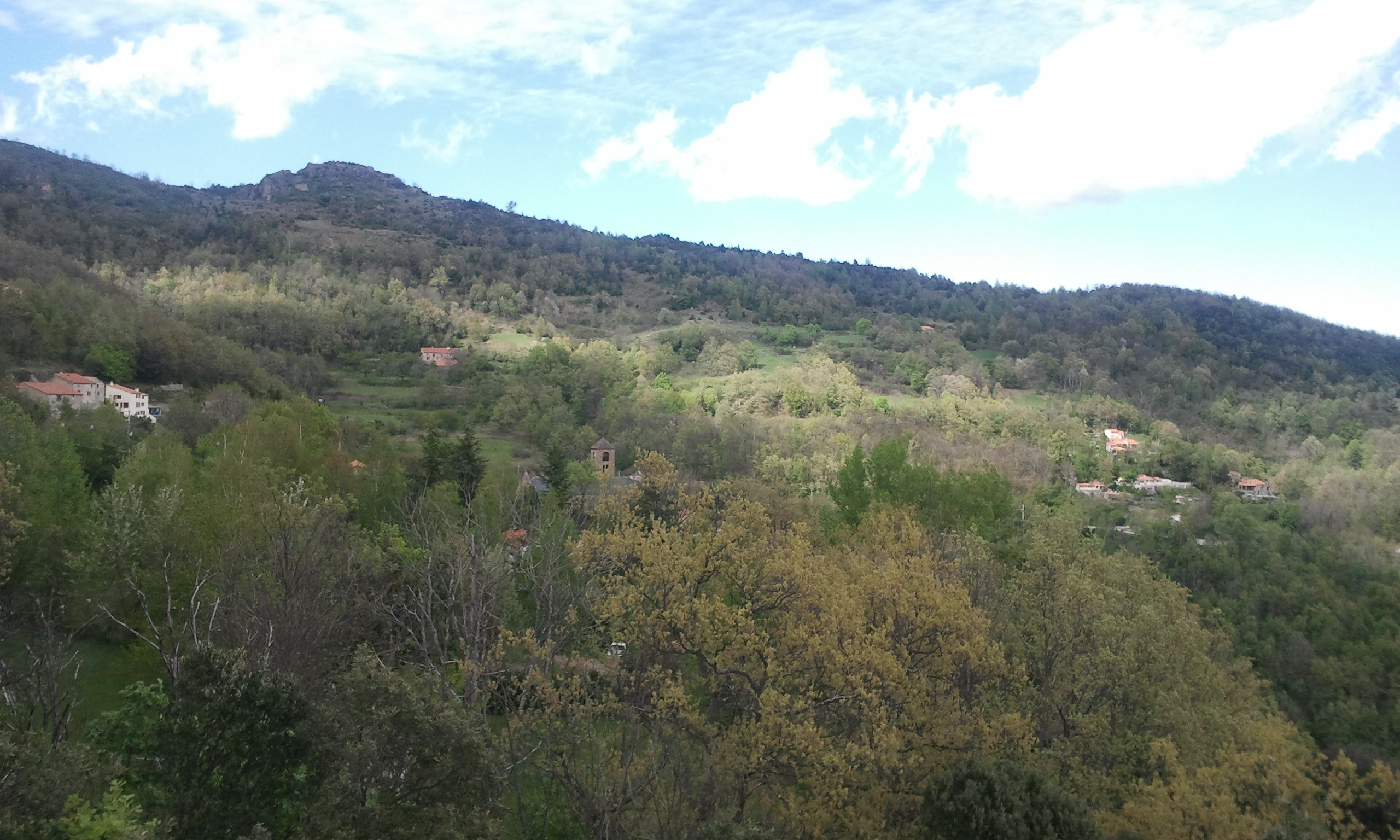
Montferrer

## Evoluția populației
| An        | 1975 | 1982 | 1990 | 1999 | 2006 | 2009 |
| --------- | ---- | ---- | ---- | ---- | ---- | ---- |
| Populație | 260  | 226  | 353  | 221  | 202  | 201  |